# Vogelsbergkreis
Vogelsbergkreis er en Landkreis i regierungsbezirk Gießen i den tyske delstat Hessen.  
Den grænser til følgende landkreise: Schwalm-Eder-Kreis i nord, Hersfeld-Rotenburg i nordøst, Fulda i øst, Main-Kinzig-Kreis og Wetteraukreis i syd, Gießen i vest og Marburg-Biedenkopf i nordvest.
Lauterbach fungere som administrationsby.

## Byer og kommuner
Kreisen havde 105878  indbyggere pr.  2018-12-31

| Byer | Kommuner |  |
| --- | --- |  |
| 1. Alsfeld (15989) 2. Grebenau (2431) 3. Herbstein (4788) 4. Homberg (Ohm) (7400) 5. Kirtorf (3137) 6. Lauterbach (Hessen) (13664) 7. Romrod (2673) 8. Schlitz (9764) 9. Schotten (10059) 10. Ulrichstein (2985) | 1. Antrifttal [adm: Ruhlkirchen] (1846) 2. Feldatal [adm: Groß-Felda] (2412) 3. Freiensteinau (3100) 4. Gemünden (Felda) (2708) 5. Grebenhain (4598) 6. Lautertal (Vogelsberg) [adm: Hörgenau] (2317) 7. Mücke [adm: Merlau] (9340) 8. Schwalmtal [adm: Renzendorf] (2783) 9. Wartenberg [adm: Angersbach] (3884) |  |